# Screen Souvenirs
Screen Souvenirs war eine US-amerikanische Kurzfilmserie, die zwischen 1931 und 1935 von Paramount Publix produziert wurde.

## Hintergrund
Screen Souvenirs war eine der ersten Filmserien, die frühe Stummfilm- und Wochenschau-Aufnahmen im Tonfilmzeitalter in Form von Kompilationsfilmen vermarkteten. Im Gegensatz zu anderen Reihen konzentrierte sich Screen Souvenirs dabei auf Aufnahmen vor 1914.
Die einzelnen Folgen der Screen Souvenirs waren immer ein Reel, also rund 15 Minuten lang. In der Regel wurden die einzelnen Szenen kommentiert bzw. durch einen Sprecher begleitet. Im Gegensatz zu anderen Filmreihen gleicher Art wie Goofy Movies wurde der Kommentar dabei nicht humorvoll oder spöttisch genutzt oder einzelne Szenen mit Soundeffekten unterlegt, sondern die Ausschnitte wurden weitgehend authentisch präsentiert. Ziel war es, „die einzigartigen Qualitäten der alten Filme zu präsentieren und damit die Vergangenheit aufleben zu lassen sowie Nostalgie für eine verschwundene Zeit und verschwundene Orte zu erwecken“. Die Screen Souvenirs wurden dabei als „einige Minuten authentischer Unterhaltung für den Kinobesucher von heute“ beworben. Produziert wurde die Reihe von der Gruppe um Fred Waller, der 1927 als Leiter der Kurzfilmproduktion und Redakteur der US-amerikanischen Wochenschau Paramount News zu Paramount gekommen war.
Folgen der Screen Souvenirs sind heute begehrte Sammlerobjekte, da sie unter anderem kurze Ausschnitte von Filmen beinhalten, die ansonsten als verschollen gelten oder nie veröffentlicht wurden.

## Folgen (Auswahl)
Insgesamt erschienen rund 25 Folgen der Reihe, aufgeteilt auf vier Serien.
Serie 1
- Nr. 1: Copyright 17. August 1931
- Nr. 2: Copyright 12. September 1931
- Nr. 4: erschienen 7. November 1931
- Nr. 5: erschienen 5. Dezember 1931[6]
- Nr. 10: Copyright 21. April 1932
- Nr. 11: Copyright 23. Mai 1932
- Nr. 12: Copyright 16. Juni 1932

Serie 2
- Nr. 1: Copyright 4. August 1932
- Nr. 4: Copyright 27. Oktober 1932
- Nr. 5: Copyright 28. November 1932
- Nr. 8: Copyright 16. Februar 1933

Serie 3
- Nr. 10: Copyright 2. Mai 1934

Serie 4
- Nr. 4: Copyright 18. April 1935, Dialoge von Milton Jocky, Sprecher Leo Donnelly

## Auszeichnung
Der erste Film der Reihe Screen Souvenirs, der im August 1931 erschienen war, wurde 1932 für einen Oscar in der Kategorie „Bester Kurzfilm – Novelty“ nominiert, konnte sich jedoch nicht gegen Wrestling Swordfish durchsetzen.